# Jewgeni Dmitrijewitsch Klimow
Jewgeni Dmitrijewitsch Klimow (russisch Евгений Дмитриевич Климов, englisch Evgenii Klimov, wiss. Transliteration Evgenij Dmitrievič Klimov; * 3. Februar 1994 in Perm) ist ein russischer Skispringer und ehemaliger Nordischer Kombinierer. Zu seinen größten Erfolgen zählt der Gewinn des Sommer-Grand-Prix 2018.

## Werdegang

### 2011 bis 2013: Erste internationale Wettkämpfe
Jewgeni Klimow war zu Beginn seiner Karriere vorwiegend als Nordischer Kombinierer aktiv. Seine ersten internationalen Wettbewerbe bestritt er im Rahmen des Europäischen Olympischen Jugendfestivals im tschechischen Liberec im Februar 2011. In den Wettkämpfen der Nordischen Kombination wurde er 13. im Einzel- und Vierter im Teamwettbewerb mit der russischen Mannschaft. Im Skispringen wurde er mit der russischen Mannschaft Elfter im Teamwettbewerb.
Am 7. und 8. Januar 2012 debütierte Klimow im Continental Cup der Nordischen Kombination im türkischen Erzurum und erreichte dabei die Plätze 33 und 34. Seine ersten Continental-Cup-Punkte sammelte er am 17. Februar 2012 als 26. im slowenischen Kranj. Klimow startete daraufhin im Februar 2012 bei den Nordischen Junioren-Skiweltmeisterschaften 2012 in Erzurum, bei denen er in den Einzelwettbewerben 25. und Sechster wurde sowie Fünfter mit der russischen Mannschaft.
Seine besten Ergebnisse im Continental Cup der Nordischen Kombination 2012/13 gelangen Klimow in Tschaikowski. Dort wurde er Zwölfter im Gundersen-Wettbewerb und Sechster im Team-Sprint. Daraufhin nahm er an den Nordischen Junioren-Skiweltmeisterschaften 2013 in Liberec teil, an denen er sowohl in der Nordischen Kombination als auch im Teamwettkampf des Skispringens zum Einsatz kam. Einen Monat später startete er bei den Nordischen Skiweltmeisterschaften 2013 im italienischen Val di Fiemme zu den Wettkämpfen der Nordischen Kombination.

### Saison 2013/14: Weltcup-Debüt und Olympische Winterspiele
Am 30. November 2013 debütierte Klimow im finnischen Kuusamo im Weltcup der Nordischen Kombination. Mit Platz 30 im Einzelwettbewerb erzielte er seinen ersten Weltcup-Punkt. Am Tag darauf wurde er Achter mit der Mannschaft. Er blieb bis zum Ende der Saison 2013/14 im russischen Weltcup-Aufgebot, schaffte aber keine weiteren Punkte-Platzierungen. Bei den Nordischen Junioren-Skiweltmeisterschaften 2014 in Val di Fiemme trat Klimow erneut als Kombinierer und als Spezialspringer an. In der Nordischen Kombination belegte er den vierten Platz im Einzel und den sechsten Platz im Team. Im Skispringen gewann er im Einzel die Bronzemedaille.
Im Februar 2014 nahm Klimow an zwei Wettbewerben der Nordischen Kombination im Rahmen der Olympischen Winterspiele 2014 in Sotschi teil. Hierbei belegte er im Einzelwettbewerb von der Normalschanze den 45. und letzten Platz, nachdem er nach dem Springen auf dem dritten Platz gelegen hatte. Im Teamwettbewerb mit der russischen Mannschaft wurde er Neunter und Letzter. Klimow startete auch zum Training des Teamwettkampfs der Skispringer, erhielt schließlich aber keinen Platz im Aufgebot der russischen Mannschaft für den Wettkampf.

### Saison 2014/15: Wechsel zum Spezialspringen
Im Weltcup der Nordischen Kombination 2014/15 erreichte Klimow nie die Punkteränge. Nach den ersten vier Weltcup-Stationen trat er wieder im Continental Cup an, in dem er noch bis Mitte Februar blieb. Bei der Winter-Universiade 2015 im slowakischen Štrbské Pleso nahm er am Massenstart der Nordischen Kombination teil und belegte darin Platz 16. Im Skispringen gewann er im Einzelwettbewerb die Bronzemedaille. Im Teamwettbewerb der Skispringer gewann er mit Michail Maximotschkin und Ilmir Chasetdinow die Goldmedaille.
Nachdem in der Nordischen Kombination deutlich wurde, dass Klimow die durch gute Sprünge in Aussicht stehenden guten Resultate nach dem ersten Durchgang durch schwache Laufleistungen vergab, entschied er sich Ende der Saison 2014/15 dazu, zum Skispringen zu wechseln. Bei zwei Wettbewerben am 21. und 22. Februar 2015 im FIS Cup in Hinterzarten wurde er Dritter und Erster. Wenige Tage später überstand er die Qualifikation für den Einzelwettbewerb der Nordischen Skiweltmeisterschaften 2015 von der Großschanze und belegte am Tag darauf im Wettbewerb den 35. Platz. Am 14. und 15. März 2015 debütierte Klimow in Nischni Tagil im Skisprung-Continental-Cup. Im ersten Wettbewerb erreichte er den vierten Rang.

### Saison 2015/16: Debüt im Skisprung-Weltcup
Klimow startete zum Skisprung-Grand-Prix 2015 in Tschaikowski und erreichte dort Platz 14. Zur Saison 2015/16 kam er in die russische Mannschaft für den Skisprung-Weltcup. Beim Saisonauftakt in Klingenthal startete Klimow am 21. November erstmals bei einem Teamwettbewerb und am 22. November erstmals bei einem Einzelwettbewerb im Skisprung-Weltcup. Im Team-Wettbewerb wurde er mit der russischen Mannschaft Zehnter. Nachdem er einen Tag später den sechsten Platz in der Qualifikation für den Einzelwettbewerb belegt hatte, wurde er im Wettkampf 32. Seine ersten Punkte im Skisprung-Weltcup erzielte er mit Platz 18 am 12. Dezember 2015 in Nischni Tagil. Im Dezember 2015 wurde Klimow vom russischen Cheftrainer für die Wettbewerbe der Vierschanzentournee 2015/16 nominiert. Nachdem er in Oberstdorf sein Duell im ersten Durchgang gewinnen konnte und am Ende den 28. Platz erreichte, schied er in Garmisch-Partenkirchen als 43. im ersten Durchgang aus, in Innsbruck und Bischofshofen bereits in der Qualifikation. Zwei Wochen später nahm Klimow am Training zur Skiflug-Weltmeisterschaft 2016 am Kulm teil. Dort erhielt er jedoch keinen Startplatz im Aufgebot der russischen Mannschaft für die Qualifikation.

### Saison 2016/17: Annäherung an die Weltspitze
Die Saison begann Klimow als tragende Kraft im russischen Weltcupteam. Beim Saisonauftakt in Ruka konnte er sich souverän für das Springen qualifizieren, schied allerdings beim 1. Springen als 45. aus, was er einen Tag später besser machte. Hier erreichte er einen starken 12. Platz. Es folgten weitere gute Resultate mit einem 16. Platz in Klingenthal und einem 20. Platz in Lillehammer. Kurz vor Beginn der Vierschanzentournee 2016/17 bestätigte er seine vorher gezeigten Leistungen im Weltcup weiter, mit einem 18. und 16. Platz bei den beiden Springen in Engelberg. Die Vierschanzentournee begann für ihn gut. Ein 13. Platz in Oberstdorf und ein 18. Platz in Garmisch-Partenkirchen brachten ihn nach Halbzeit der Tournee auf Rang 14. In Innsbruck konnte er dann seinen größten Erfolg in seiner noch jungen Skisprungkarriere feiern. Er konnte hinter Daniel-André Tande und Robert Johansson den 3. Platz auf dem Podest feiern, was sein erstes Weltcup-Podium überhaupt war. Dadurch verbesserte er sich nach drei Springen auf den 10. Rang der Vierschanzentournee-Wertung. Nach dem Abschlussspringen in Bischofshofen, das er als 16. beendete, landete er auf den zwölften Rang in der Gesamtwertung. Im restlichen Verlauf der Saison sprang er weiterhin regelmäßig unter die besten 20. Mit Platz zehn in Zakopane im Januar und Platz sieben in Pyeongchang im Februar erreichte er auch zwei weitere Top-Ten-Platzierungen. Bei den Nordischen Skiweltmeisterschaften 2017 in Lahti belegte er in den Einzelwettbewerben den 22. Platz auf der Normalschanze sowie den 20. Platz auf der Großschanze und wurde damit jeweils bester Russe. Mit der russischen Mannschaft wurde er Sechster im Mixed-Teamwettbewerb auf der Normalschanze und Neunter im Mannschaftswettbewerb auf der Großschanze. Im Gesamtweltcup der Saison 2016/17 belegte er mit 382 Punkten den 17. Rang.

### Saison 2017/18: Olympische Winterspiele als Skispringer
Im Sommer 2017 bestätigte Klimow seine aufstrebende Form. Er stieg in Hakuba mit den Plätzen sieben und elf in den Sommer-Grand-Prix ein. Danach erreichte er am 9. und 10. September 2017 in Tschaikowski als Zweiter und Dritter seine ersten Podestplatzierungen im Grand Prix. In Hinzenbach belegte er den achten Rang. In der Grand-Prix-Gesamtwertung belegte er mit 232 Punkten den fünften Rang. In der Winter-Saison 2017/18 konnte er die Leistungen aus dem Vorjahr bzw. aus dem Sommer nicht bestätigen. Im Weltcup erreichte er nur zweimal die Punkteränge mit Platz 26 in Garmisch-Partenkirchen und Platz 29 in Lahti. Bei den weiteren Starts schied er im ersten Durchgang aus oder scheiterte bereits in der Qualifikation. Neben den Auftritten im Weltcup ging er im Januar 2018 in Sapporo im Continental Cup an den Start. Am 27. Januar 2018 erzielte er dabei als Zweiter seine erste Podiumsplatzierung im COC. Bei den Olympischen Winterspielen 2018 in Pyeongchang ging er als Olympischer Athlet aus Russland an den Start und startete in allen drei Wettbewerben. Im Einzelwettbewerb auf der Normalschanze belegte er den 30. Platz und im Einzelwettbewerb auf der Großschanze den 26. Platz. Mit der russischen Mannschaft wurde er im Mannschaftswettbewerb auf der Großschanze Siebter.

### Saison 2018/19: Gewinn des Sommer-Grand-Prix und erster Weltcupsieg
Nachdem er bereits im Vorjahr den fünften Platz im Sommer-Grand-Prix belegen konnte, sprang er im Sommer 2018 ganz nach oben: Nach einem Sieg auf dem Tremplin du Praz im französischen Courchevel und fünf weiteren Podestplatzierungen (dreimal Zweiter und zweimal Dritter) konnte er den Grand Prix mit 555 Punkten deutlich vor dem Deutschen Karl Geiger (416) und dem Polen Piotr Żyła für sich entscheiden. Beim Weltcupauftakt am 18. November 2018 in Wisła konnte er als erster Russe einen Einzelweltcup im Skispringen gewinnen. Bei den Weltmeisterschaften 2019 in Seefeld in Tirol wurde er von der Großschanze 18. und von der Normalschanze 35. und erreichte mit den russischen Mannschaften die Plätze neun (Herren) und sieben (Mixed).
Bei den russischen Meisterschaften im Februar 2020 in Nischni Tagil wurde Klimow sowohl von der Normal- und der Großschanze als auch mit dem Mixed-Team russischer Meister.

### Seit Saison 2020/21
Bei den Skiweltmeisterschaften 2021 in Oberstdorf wurde er im Einzelspringen von der Großschanze 23. und von der Normalschanze 18. Mit der russischen Mannschaft wurde er von der Großschanze Achter und erreichte mit dem Mixed-Team den siebten Platz. Bei den Olympischen Winterspielen in Peking gewann er im russischen Mixed-Team gemeinsam mit Irma Machinja, Danil Sadrejew und Irina Awwakumowa die Silbermedaille. In den Einzelwettbewerben wurde er auf der Normalschanze Fünfter und von der Großschanze 18. Mit der russischen Herren-Mannschaft wurde er Siebter.

## Erfolge im Skispringen

### Weltcupsiege im Einzel
| Nr. | Datum             | Ort   | Typ         |
| --- | ----------------- | ----- | ----------- |
| 1.  | 18. November 2018 | Wisła | Großschanze |

### Grand-Prix-Siege im Einzel
| Nr. | Datum           | Ort        | Typ         |
| --- | --------------- | ---------- | ----------- |
| 1.  | 11. August 2018 | Courchevel | Großschanze |

### Continental-Cup-Siege im Einzel
| Nr. | Datum        | Ort   | Typ           |
| --- | ------------ | ----- | ------------- |
| 1.  | 5. Juli 2019 | Kranj | Normalschanze |
| 2.  | 6. Juli 2019 | Kranj | Normalschanze |

## Statistik

### Nordische Kombination

#### Weltcup-Platzierungen
| Saison  | Platz | Punkte |
| ------- | ----- | ------ |
| 2013/14 | 80.   | 1      |

#### Continental-Cup-Platzierungen
| Saison  | Platz | Punkte |
| ------- | ----- | ------ |
| 2011/12 | 98.   | 05     |
| 2012/13 | 81.   | 22     |
| 2014/15 | 93.   | 05     |

### Skispringen

#### Weltcup-Platzierungen
| Saison  | Platz | Punkte |
| ------- | ----- | ------ |
| 2015/16 | 56.   | 021    |
| 2016/17 | 17.   | 382    |
| 2017/18 | 65.   | 007    |
| 2018/19 | 12.   | 592    |
| 2019/20 | 31.   | 140    |
| 2020/21 | 35.   | 110    |
| 2021/22 | 34.   | 163    |

#### Vierschanzentournee-Platzierungen
| Saison  | Platz | Punkte |
| ------- | ----- | ------ |
| 2015/16 | 41.   | 326,4  |
| 2016/17 | 12.   | 894,1  |
| 2017/18 | 43.   | 310,9  |
| 2018/19 | 15.   | 910,0  |
| 2019/20 | 30.   | 628,3  |
| 2020/21 | 34.   | 577,8  |
| 2021/22 | 19.   | 858,4  |

#### Grand-Prix-Platzierungen
| Saison | Platz | Punkte |
| ------ | ----- | ------ |
| 2015   | 66.   | 018    |
| 2016   | 48.   | 044    |
| 2017   | 05.   | 232    |
| 2018   | 01.   | 555    |
| 2019   | 09.   | 195    |
| 2021   | 24.   | 084    |

#### Continental-Cup-Platzierungen
| Saison  | Platz | Punkte |
| ------- | ----- | ------ |
| 2014/15 | 100.  | 050    |
| 2015/16 | 123.  | 021    |
| 2017/18 | 059.  | 128    |
| 2018/19 | 053.  | 160    |
| 2019/20 | 039.  | 200    |